# Yevgueni Spiridónov
Yevgueni Spiridónov (aún conocido como Eugen Spiridonov; en ruso: Евге́ний Спиридо́нов; Cheliábinsk, Rusia, 2 de abril de 1982) es un gimnasta artístico nacido ruso nacionalizado alemán, medallista de bronce del mundo en 2007 en el concurso por equipos, medallista de bronce mundial en 2010.

## Carrera deportiva
En el Mundial de Stuttgart 2007 gana la el bronce en el concurso por equipos; Alemania queda tras China y Japón, sus compañeros de equipo fueron: Fabian Hambüchen, Robert Juckel, Marcel Nguyen, Thomas Angergassen y Philipp Boy.
En el Mundial celebrado en Róterdam (Países Bajos) en 2010 consiguió la medalla de bronce en el concurso por equipos, tras China y Japón, siendo sus compañeros de equipo: Fabian Hambüchen, Thomas Taranu, Philipp Boy, Sebastian Krimmer y Matthias Fahrig.